# زاگورتسی (استان بورگاس)
زاگورتسی (به بلغاری: Zagortsi) یک منطقهٔ مسکونی در بلغارستان است که در استان بورگاس واقع شده‌است.